# Peckhamia soesilae
Peckhamia soesilae là một loài nhện trong họ Salticidae.
Loài này thuộc chi Peckhamia. Peckhamia soesilae được Makhan miêu tả năm 2006.